# 张岗
张岗（Truong Cang，1913年—1984年）柬埔寨政治家、外交官。
张岗是下高棉人，出生在交趾支那（今越南南部）。1957年至1958年任柬埔寨财经大臣，1958年短暂担任外交大臣，1959年短暂再任财经大臣。他也是最高皇庭会议的成员之一。
在张岗的努力下，海牙国际法庭于1962年判决柏威夏寺归属于柬埔寨。
1964年至1969年期间担任柬埔寨驻华大使。1967年，因中国驻柬埔寨大使馆向柬埔寨民众宣扬文化大革命，引发柬中之间的外交冲突，柬埔寨首相西哈努克亲王威胁要断交。在张岗准备率柬埔寨大使馆人员撤离中国的时候，中国总理周恩来紧急约见他，令他最终留在了北京，渡过了此次外交危机。1972年至1973年期间任高棉共和国常驻联合国代表。
金边有一条路以他的名字命名。